# Pheronema annae
Pheronema annae är en svampdjursart som beskrevs av Joseph Leidy 1868. Pheronema annae ingår i släktet Pheronema och familjen Pheronematidae.
Artens utbredningsområde är Karibiska havet. Inga underarter finns listade i Catalogue of Life.